# Pfarrhaus (Huttenwang)

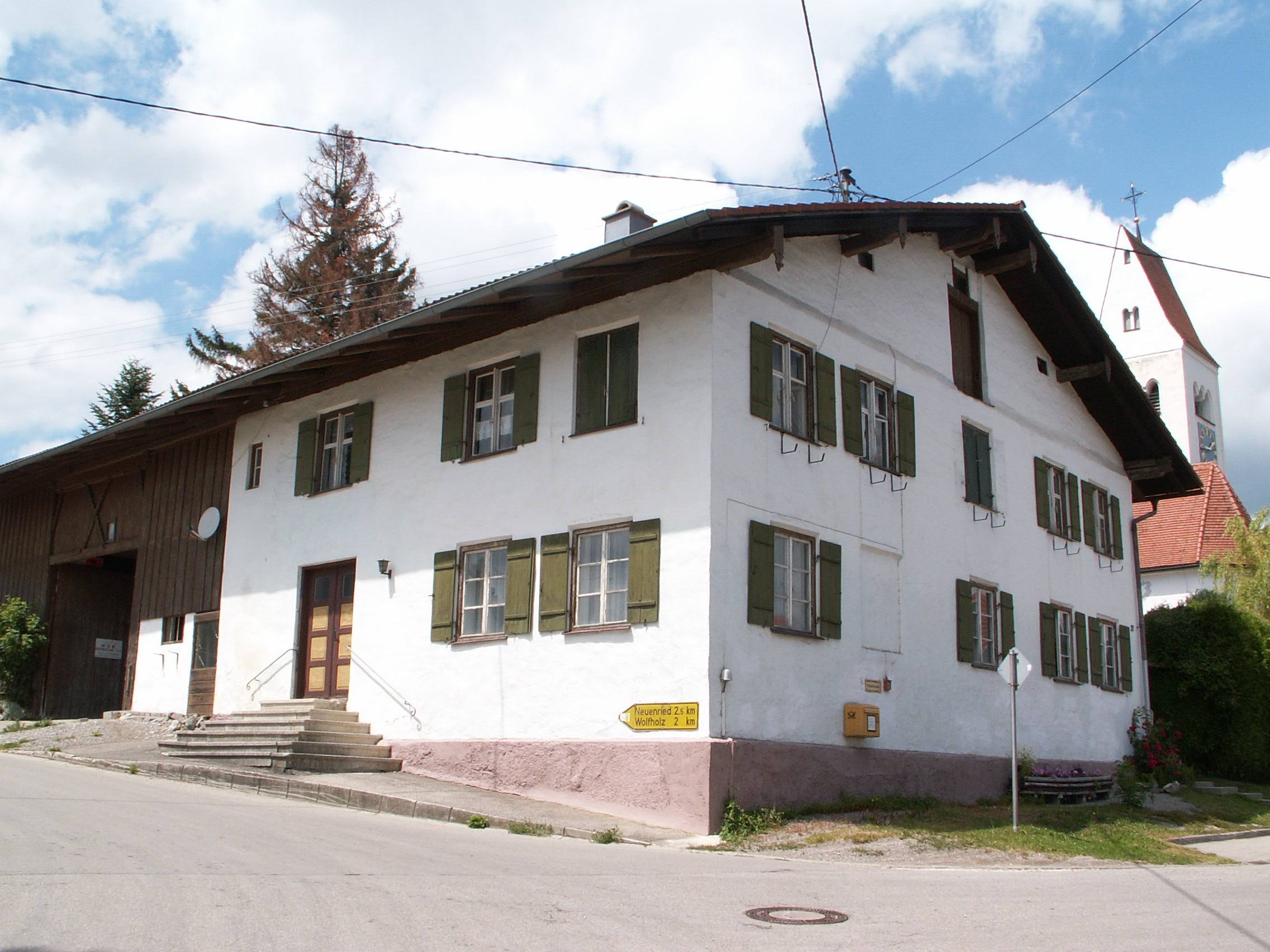
Ehemaliges Pfarrhaus in Huttenwang

Das Pfarrhaus in Huttenwang, einem Gemeindeteil von Aitrang im Landkreis Ostallgäu im bayerischen Regierungsbezirk Schwaben, wurde 1793/94 errichtet. Das ehemalige Pfarrhaus mit der Hausnummer 27, südlich der katholischen Pfarrkirche St. Johannes der Täufer, ist ein geschütztes Baudenkmal.
Das zweigeschossige Satteldachhaus in Form eines Bauernhauses mit verputztem Fachwerkgiebel besitzt ein Andreaskreuz über dem Tennentor.